# Zonas de exclusão aérea no Iraque
As zonas de exclusão aérea no Iraque foram um conjunto de duas zonas de exclusão aérea distintas proclamadas pelos Estados Unidos, Reino Unido e França depois da Guerra do Golfo de 1991, com o intuito de proteger as operações humanitárias no Iraque, e os muçulmanos xiitas, no sul, e os curdos, no norte de ataques da Força Aérea iraquiana.
Aviões iraquianos foram proibidos de voar dentro das zonas, e o Iraque não pode manter aviões, tanques nem outros armamentos, de acordo com determinação dos EUA e do Reino Unido. Aviões americanos e britânicos passaram a patrulhar regularmente essas áreas, muitas vezes atacando posições do Exército iraquiano. A justificativa era a de que uma aguda crise humanitária tornara necessário violar a soberania do Iraque dessa maneira.

## História
Os curdos do norte (Curdistão) e os xiitas do sul, se opunham ao regime de Saddam Hussein e sofriam brutal repressão, desde que passaram a receber apoio do Irã durante a guerra entre os dois países (1980-1988). Isso levou Saddam Hussein a utilizar armas químicas contra eles durante a guerra. Entretanto, a repressão aumentaria após as revoltas que sucederam a derrota do Iraque na Guerra do Golfo, o que levaria os Aliados a passarem a defender os direitos humanos das minorias étnicas iraquianas.
Embora as potências haviam citado a aplicação da Resolução 688 do Conselho de Segurança das Nações Unidas que autoriza a operação, a resolução não contém nenhuma autorização explícita. O secretário-geral da ONU, no momento da resolução foi aprovada, Boutros Boutros-Ghali, chamou de zonas de exclusão aérea de "ilegal" em uma entrevista posterior com John Pilger.
A zona de exclusão aérea no norte do Iraque foi criada logo após a Guerra do Golfo. Em agosto de 1992, a zona de exclusão aérea no sul foi estabelecida até ao paralelo 32 N, mas em 1996 foi expandido para o paralelo 33 N. A partir de 1992 até a invasão da coalizão liderada pelos EUA do Iraque em 2003, havia duas zonas de exclusão aérea no Iraque. A zona de exclusão aérea do norte foi alargada para o norte no paralelo 36 N, enquanto o sul se estendia do paralelo 33.
A França deixou de fazer parte do policiamento das zonas de exclusão aérea em 1998, e os Estados Unidos e a Grã-Bretanha ficaram sozinhos no Conselho de Segurança ao insistirem que os seus frequentes bombardeios de alvos no Iraque estavam assegurados pela lei internacional.
Desde que os inspetores da ONU saíram do Iraque - pouco depois de três dias de bombardeio pelos Estados Unidos e da Grã-Bretanha, no final de 1998, no que ficou conhecido como "Operação Raposa do Deserto" -, os dois países fizeram ataques sempre que a defesa aérea do Iraque tentou bloquear aviões de patrulhamento das zonas de exclusão aérea.
As zonas de exclusão aérea efetivamente deixaram de existir com o início da Guerra do Iraque em Março de 2003, uma vez que a superioridade aérea sobre o país foi rapidamente atingida pela coligação. As zonas de exclusão aérea foram oficialmente desativadas logo após a derrubada de Saddam Hussein.